# Nikolaj Ježov
Nikolaj Ivanovič Ježov (1. května 1895 Petrohrad – 5. února 1940 Moskva) byl sovětský politik. V letech 1936–1938 byl šéfem NKVD (ministrem vnitra) a tím i všemocné sovětské policie během tzv. Velkého teroru – někdy nazývaného „ježovština“. Nakonec byl však i on, jako nepohodlný, zbaven funkce a zastřelen. Kvůli malému vzrůstu – pouhých 151 cm – byl přezdíván krvavý skrček.

## Život

### Vzestup
Ježov se narodil buď v Petrohradu nebo v jihozápadní Litvě (pravděpodobná místa Veiveriai, Marijampolė nebo Kaunas), ale jako oficiální místo narození se uvádí Petrohrad. Jeho otec Ivan Ježov pocházel z ruské rolnické rodiny z vesnice Volchonšino. Pracoval jako hudebník, lesní stráž, vedoucí nevěstince a jako malíř pokojů. Jeho matka Anna Antonova Ježovová byla Litevka. Přestože ve svých oficiálních životopisných formách uváděl, že zná litevštinu a polštinu, ve svých pozdějších výsleších to popřel.
Měl malou, nevýraznou postavu, později tak kontrastující s jeho brutalitou. Nijak nevynikal inteligencí a získal pouze základní vzdělání. V letech 1909 až 1915 byl zaměstnán jako pomocník krejčího a jako dělník v továrně. Mezi roky 1915 a 1917 sloužil v ruské armádě. Několik měsíců před Říjnovou revolucí se připojil k bolševikům. Za ruské občanské války bojoval v Rudé armádě. Po únoru 1922 pracoval v politickém aparátu komunistické strany, většinou jako sekretář různých regionálních výborů strany. V roce 1927 byl přeřazen do distribučního a účetního oddělení komunistické strany a později se stal šéfem tohoto úřadu. Od roku 1929 do roku 1930 byl náměstkem lidového komisaře zemědělství. V prosinci 1930 byl jmenován hlavou několika oddělení strany: oddělení speciálních záležitostí, personálního a průmyslového oddělení. V roce 1934 byl zvolen do Ústředního výboru VKS(b) a od února 1935 do března 1939 byl také předsedou Ústřední komise stranické kontroly (velmi mocný a obávaný orgán, který prováděl čistky ve straně).
Jeho loajalita ke Stalinovi byla bezmezná, což mu v době vzestupu nových kádrů nahrazujících staré bolševiky umožnilo strmý vzestup vzhůru. Fanaticky podporoval čistky a v roce 1935 napsal článek, ve kterém argumentoval, že politická opozice musí nakonec vést k násilí a terorismu. V předvečer Velkého teroru potřeboval Stalin někoho, kdo by s bezmeznou loajalitou vykonával jeho příkazy, a proto zbavil funkce (a později nechal popravit) šéfa NKVD Jagodu (ačkoli i on byl stalinista a tvrdý likvidátor „trockistů“) a nahradil ho právě Ježovem. Kromě toho se Ježov stal členem předsednictva ÚV.

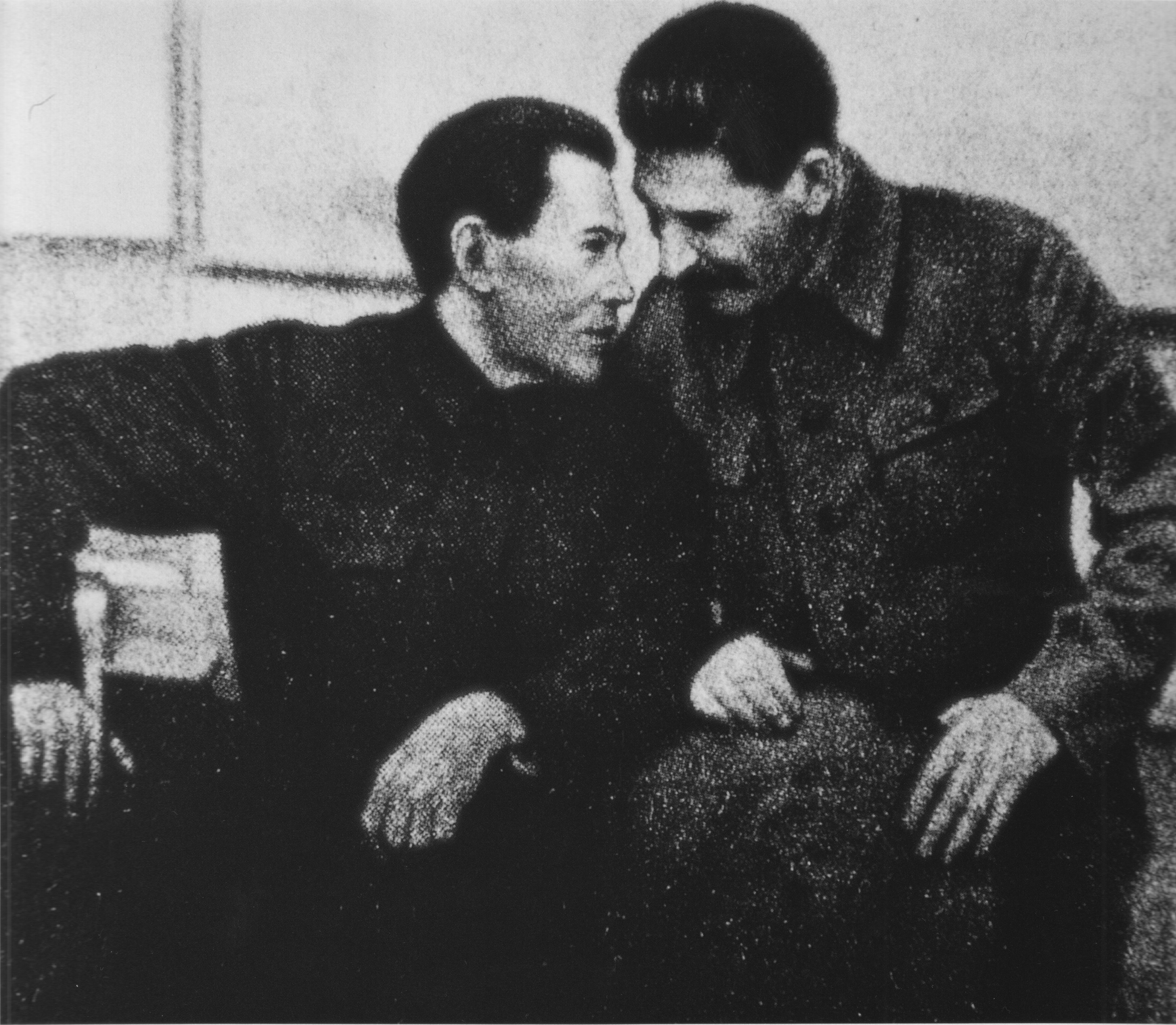
Ježov v důvěrném hovoru se Stalinem

V roce 1936 se Ježov dostal téměř na vrchol pyramidy výkonné moci v SSSR, když se stal lidovým komisařem vnitřních věcí (NKVD), tj. ministrem vnitra. Jako šéf všemocné policie měl za úkol provádět generální čistku v celé sovětské společnosti – především ve straně, v armádě, ve státní správě a mezi elitou.
Nejprve však byl přeorganizován samotný NKVD. Ježov zlikvidoval (většinou i fyzicky) staré kádry (činnost rozvědky byla paralyzována) a nahradil je svými lidmi, kteří se ničeho neštítili. Další předehrou k čistkám bylo zlegalizování fyzického násilí při výsleších proti nejnebezpečnějším zločincům – tedy proti nepřátelům lidu.
Vrchol čistek probíhal v letech 1937 a 1938 a Ježov byl jejich hlavním vykonavatelem, avšak strůjcem a zadavatelem v pozadí byl pochopitelně Stalin. Díky Stalinově taktice se většina samotných obětí domnívala, že za všechno může NKVD v čele s Ježovem a Stalin vůbec netuší, co se ve státě děje. Vrcholem Ježovovy kariéry byla oslava 20. výročí sovětské policie dne 20. prosince 1937, kde byl Ježov oslavován a veleben jako Stalinův nadaný žák.

### Pád a poprava

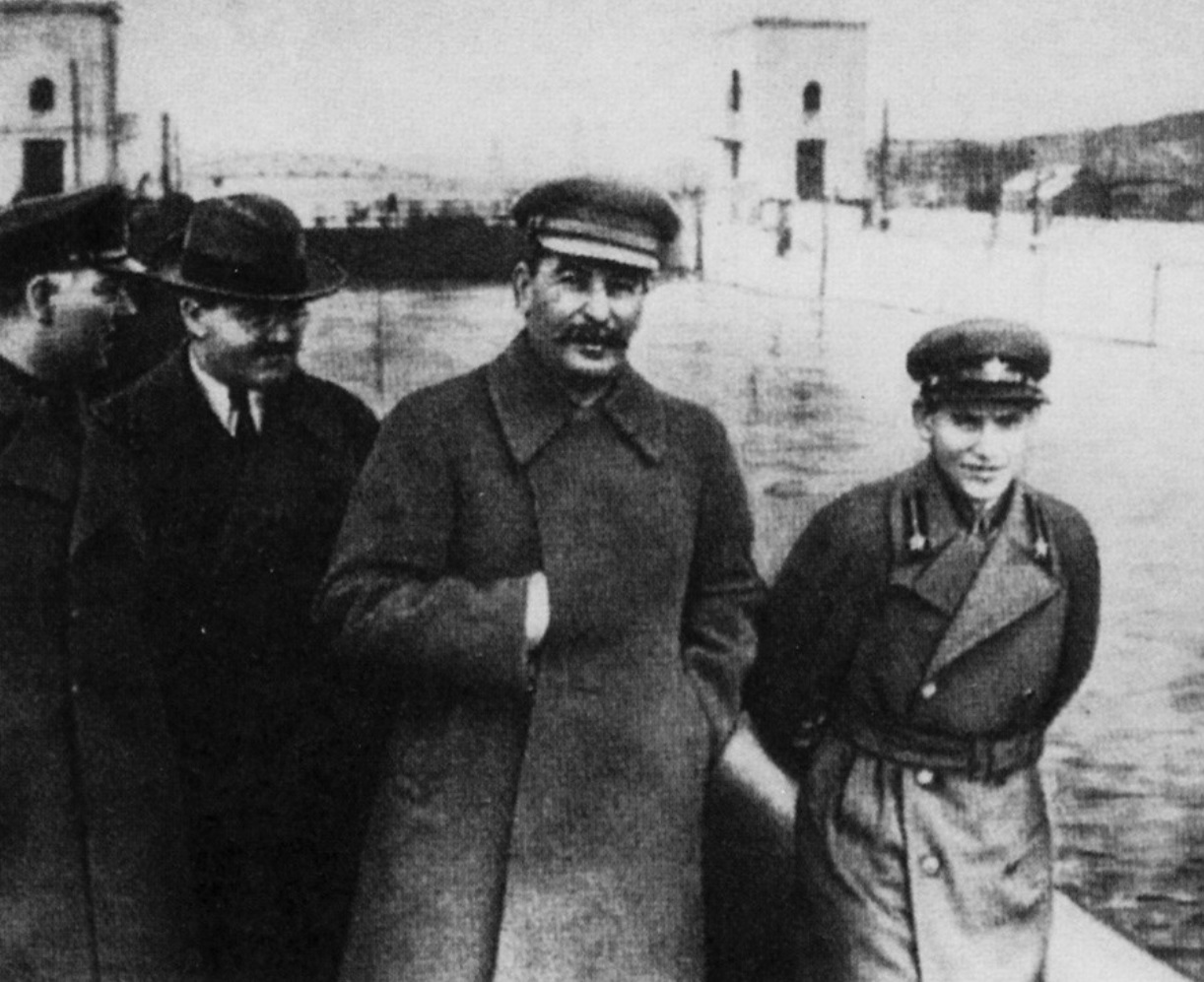
Originální fotografie Stalina prohlíženícího v doprovodu Ježova Volžsko-donský průplav

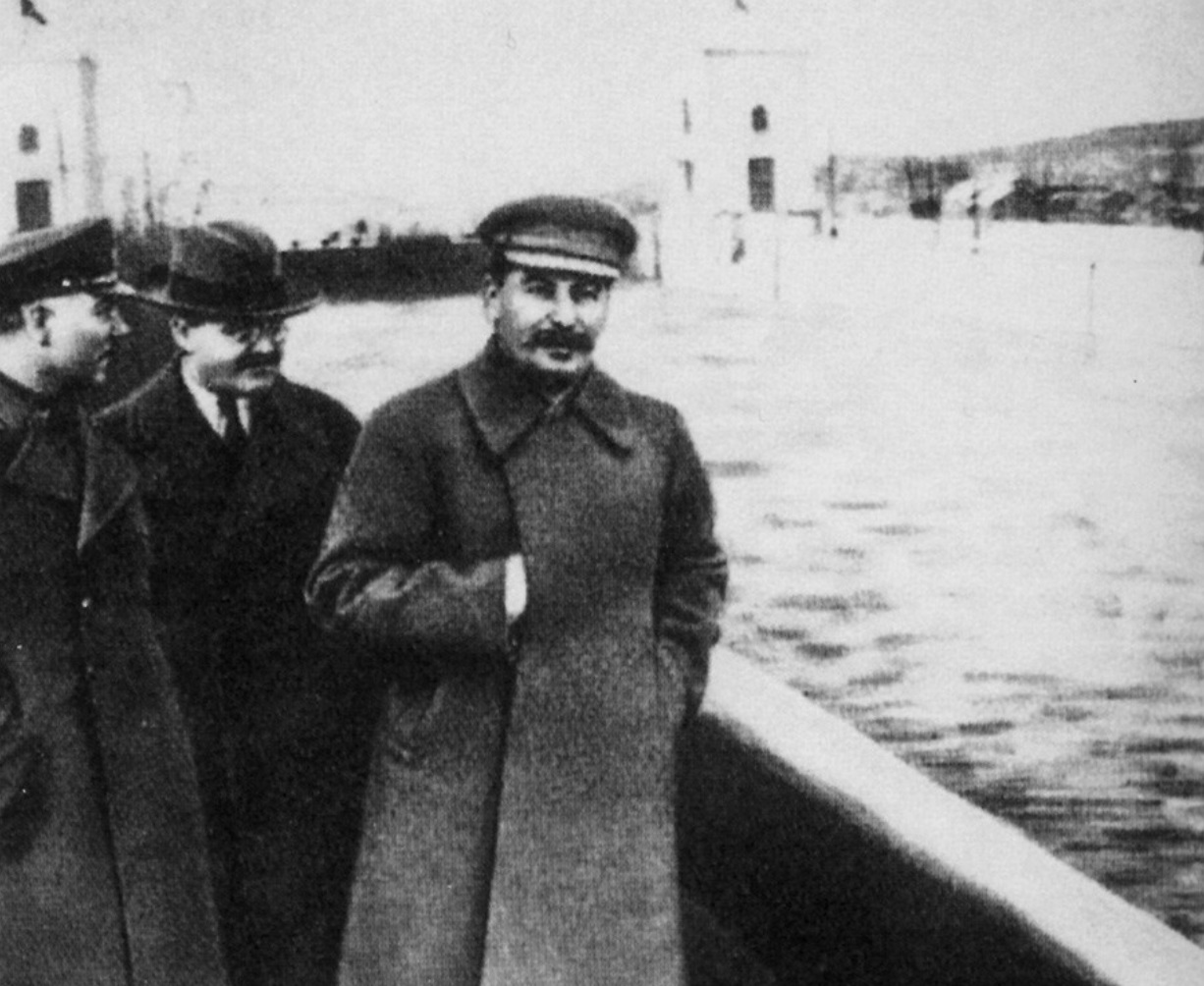
Retušovaná fotografie po odstranění Ježova

Předzvěstí Ježovova politického pádu bylo jeho jmenování na post lidového komisaře lodní dopravy (duben 1938). Tehdejší praxí bylo, že nepohodlná osoba byla nejprve přeřazena na nevýznamnou funkci a po opadnutí zájmu zlikvidována. Ježov však zatím stále byl i šéfem NKVD. Stalin ale musel již dříve rozhodnout o odstranění Ježova, který měl ruce od krve a věděl příliš mnoho. Nejprve se koncem srpna 1938 dostal na místo Ježovova zástupce Stalinův chráněnec Lavrentij Berija. Dne 11. listopadu 1938 byl Ježov zbaven funkce lidového komisaře vnitřních věcí (NKVD) a 25. listopadu ho Berija nahradil. Dne 3. března 1939 byl Ježov zbaven všech svých funkcí a 10. dubna zatčen. Odmítl se přiznat, že chystal spiknutí proti Stalinovi. Dne 4. února 1940 byl zastřelen. Dopadl tedy stejně jako jeho předchůdce Genrich Jagoda i jeho nástupce Berija o více než 13 let později.